# Szeroki Awen

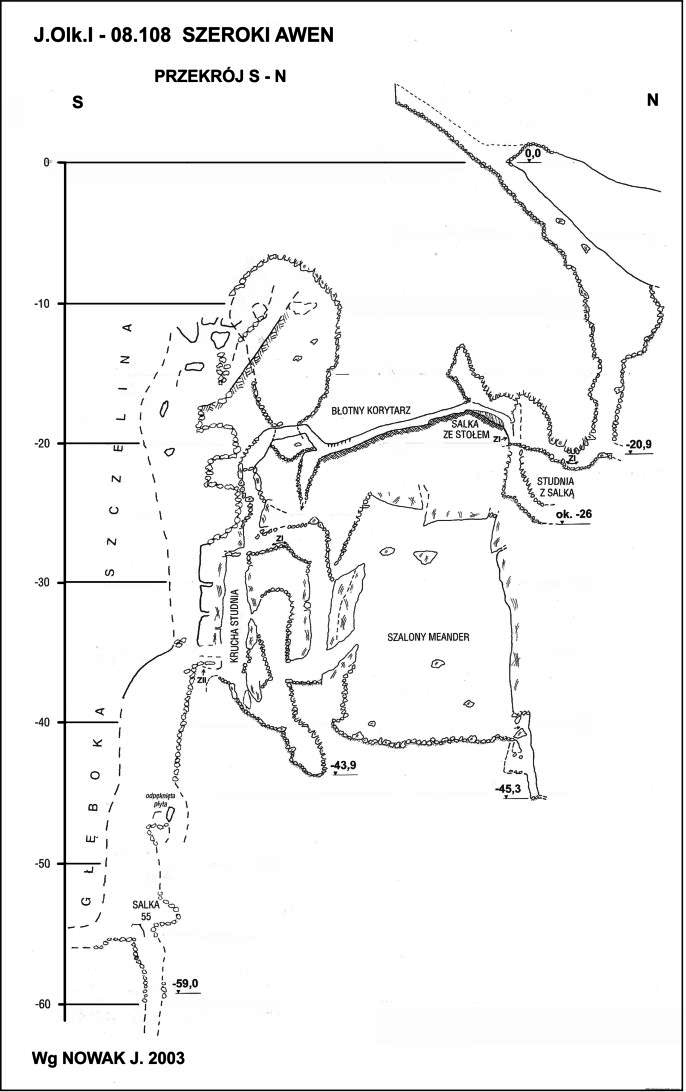
Przekrój

Szeroki Awen – jaskinia położona w zachodnim zboczu Doliny Szklarki na Wyżynie Olkuskiej w województwie małopolskim. Należy do najgłębszych jaskiń Wyżyny Krakowsko-Częstochowskiej. Jest jednym z obiektów na Małopolskim Szlaku Geoturystycznym, jako jaskinia o genezie osuwiskowej.
Długość jaskini wynosi 270 m, głębokość 59 m, a jej otwór wejściowy położony jest na wysokości ok. 460 m n.p.m.
Znane części jaskini to tzw. Krucha Studnia i Głęboka Szczelina.
Szata naciekowa jest słabo rozwinięta, występują fragmenty polew, „makarony” oraz mleko wapienne.
Do 1995 roku znane były tylko płytsze części jaskini (do głębokości ok. 22 m). 5 marca 1995 roku odkryto głębsze części. W listopadzie 1997 roku jaskinia została pogłębiona do 45,3 m. 19 czerwca 2003 roku odkryto obecne dno.